# Ахсу
Ахсу́ (азерб. Ağsu) — город и административный центр Ахсуйского района Азербайджана, расположенный на реке Ахсу, в 35 км к северо-востоку от железнодорожной станции Кюрдамир.

## Этимология
Название на азербайджанском языке дословно означает «белая вода».

## История
Азербайджанский учёный-просветитель Аббас-Кули́-ага́ Бакиха́нов в своей книге «Гюлистан-и Ирам» отмечает, что в 1735 году шах Ирана Надир-шах переселил население Шамахи в основанный им новый город, расположенный на берегу реки Ахсу.
Русский финансист и экономист Ю. А. Гагемейстер в своем исследовании, сообщал о жителях Ахсу: «Въ селеніи Ахсу, напротивъ, промышляютъ они преимуществено произращеніемъ фруктовъ и овощей для города Шемахи».
В Энциклопедическом словаре Брокгауза и Ефрона (1890) приводилась следующая информация: «Ах-су — дер. Бакинской г., шемах. у., двор. 73, жителей 285. Мечеть, почт. станц., значительный базар. Развалины Новой Шемахи, построенной Надир-шахом в 1730 г. вместо разрушенной им Старой Шемахи.».
И в настоящее время название города Ахсу, являющегося районным центром, в некоторых источниках указывается как Новая Шамаха.
По материалам посемейных списков на 1886 год, Ахсу входил в состав Шемахинского уезда Бакинской губернии.
Согласно данным Азербайджанской сельскохозяйственной переписи 1921 года Ахсу являлся центром Ахсудинского сельского общества Шемахинского уезда.
До 1949 года являлся селением. 8 октября 1943 года стал центром вновь созданного Ахсуинского района.
С 14 декабря 1949 года — посёлок городского типа.
Статус города получил с 1967 года.
В октябре 2019 года по распоряжению президента Азербайджана историческая территория Агсуинского района «Средневековый город Агсу» объявлена Государственным историко-культурным заповедником.

## Население
На 1886 год здесь насчитывалось 70 дымов и 320 жителей, все азербайджанцы («татары» по тогдашней терминологии). Из них 196 человек являлись мусульманами-суннитами, 24 — мусульманами-шиитами.
На 1921 год численность населения составляла 425 человек (120 хозяйств). Преобладающей национальностью указывались азербайджанские тюрки (азербайджанцы).
На 1 января 2022 года численность населения составила 22 394 чел.

## Экономика
В советское время в городе были построены молочный завод и асфальтозавод.

## Спорт
В Ахсу имеется профессиональная футбольная команда «ФК Ахсу», выступающая в Первом дивизионе чемпионата Азербайджана по футболу.

## Достопримечательности
- Музей государственных символов[15]
- Средневековый археологический туристический комплекс города Ахсу[16]

## Некоторые известные уроженцы
Согласно сайту исполнительной власти города Ахсу, уроженцами города являются:
- Расим Балаев — актёр, Народный артист Азербайджанской ССР (1982).
- Самандар Рзаев — актёр, Заслуженный артист Азербайджанской ССР (1974).